# تپه بان ارجنی ۲
تپه بان ارجنی ۲ در شهرستان ایلام، بخش مرکزی، دهستان میش خاص، روستای داروند واقع شده و این اثر در تاریخ ۲۶ اسفند ۱۳۸۷ با شمارهٔ ثبت ۲۶۰۲۸ به‌عنوان یکی از آثار ملی ایران به ثبت رسیده است.